# Forces Françaises à Berlin

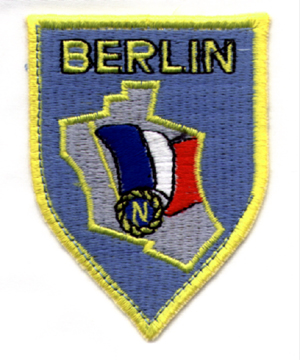
Original badge av Forces Françaises à Berlin efter 1949

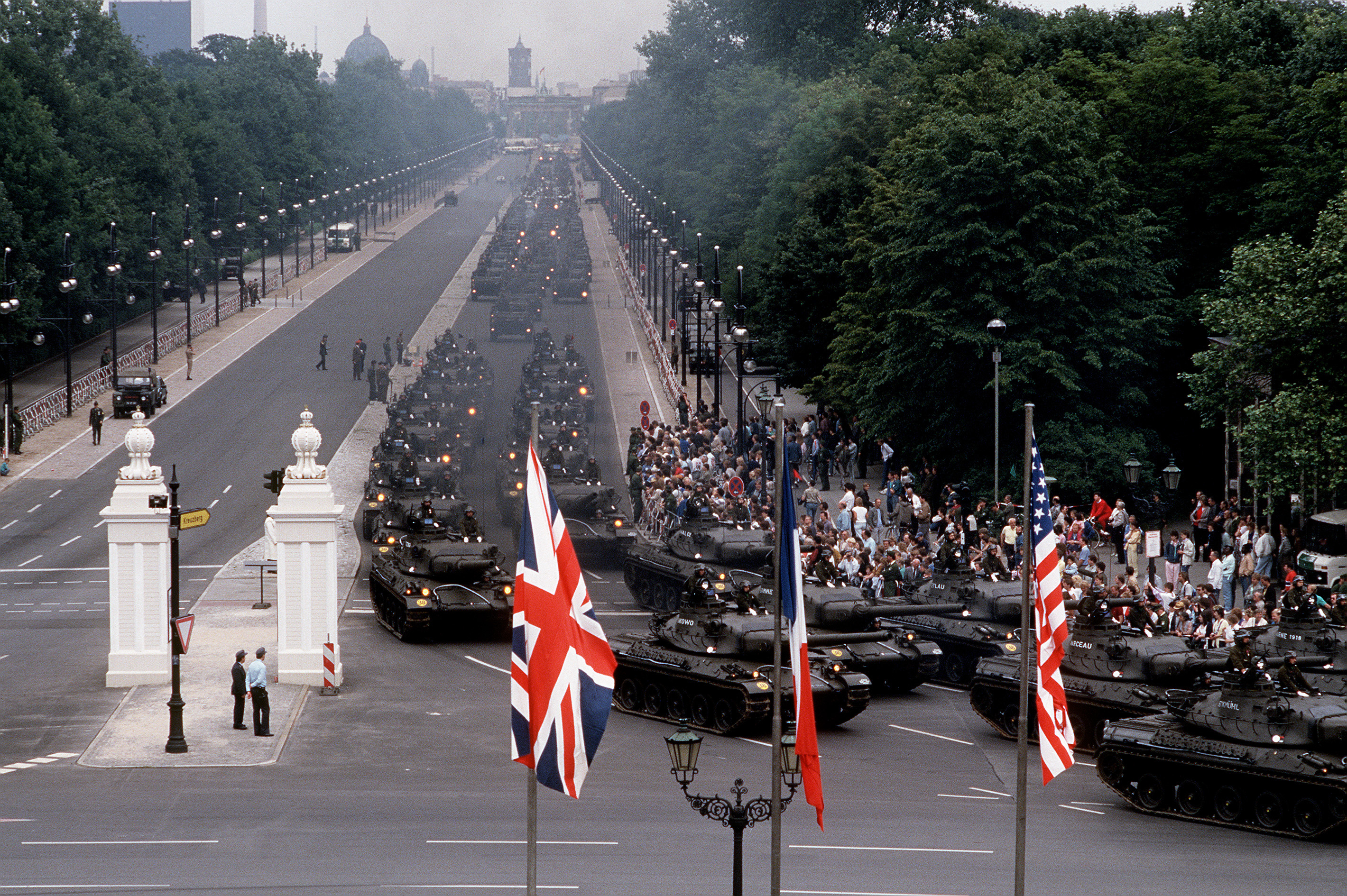
AMX-30 of 11ème Régiment de Chasseurs.

Forces Françaises à Berlin var namnet på de franska styrkorna i Berlin 1945-1994.